# Repertoar
Repertoar kallas en förteckning över musik- eller teaterstycken, som framförs med viss regelbundenhet. Det kan också användas om en viss sångares eller skådespelares rollfigurer. I överförd bemärkelse kan ordet avse färdigheter och vanor hos exempelvis en person.
Ordet "repertoar" kommer från franskan och är belagt i svenska språket sedan 1818.
Se även standardrepertoar.